# أرسنال موسم 2000–01
كان موسم 2000–01 هو الموسم التاسع لنادي أرسنال لكرة القدم في الدوري الإنجليزي الممتاز والموسم الخامس والسبعين على التوالي في الدرجة الأولى من كرة القدم الإنجليزية.   واختتم النادي الموسم في المركز الثاني في الدوري الإنجليزي الممتاز، بفارق عشر نقاط عن حامل اللقب مانشستر يونايتد. وصل أرسنال إلى نهائي كأس الاتحاد الإنجليزي 2001 في ملعب الألفية في كارديف في مايو 2001؛ وعلى الرغم من سيطرته على ليفربول، فقد استقبل هدفين في اللحظات الأخيرة، سجلهما مايكل أوين. وفي أوروبا، وصل أرسنال إلى ربع نهائي دوري أبطال أوروبا للمرة الأولى منذ عام 1972، لكنه خرج بقاعدة الأهداف خارج الأرض على يد فالنسيا الذي بلغ النهائي في النهاية.